# Audrius Klišonis
Audrius Klišonis (* 15. Mai 1964 in Rokiškis) ist ein litauischer liberaler Politiker, seit 2014 Bürgermeister von Plungė, Seimas-Mitglied (2000–2004), Vizeminister (2010–2012).

## Leben
Nach dem Abitur von 1971 bis 1982 an der Mittelschule absolvierte Klišonis 1987 das Diplomstudium der Pharmazie am Medizin-Institut in Kaunas. Von 1987 bis 1992 arbeitete er in  Alsėdžiai bei Plungė. Von 1989 bis 1990 war er Deputat, von 1990 bis 1995 und von 1997 bis 2015 Mitglied im Rat der Rajongemeinde Plungė. Von 2000 bis 2004 war er Mitglied im Seimas. Vom Dezember 2010 bis 2012 war er Vizeminister am Gesundheitsministerium Litauens im Kabinett Kubilius II. Seit 2014 ist er Bürgermeister der Rajongemeinde Plungė.
Ab 1992 war Klišonis Mitglied von Lietuvos liberalų sąjunga und ab 2003 der Liberalų ir centro sąjunga.

## Quelle
- Seimas-Info (englisch)

| Personendaten    | Personendaten                                            |
| ---------------- | -------------------------------------------------------- |
| NAME             | Klišonis, Audrius                                        |
| KURZBESCHREIBUNG | litauischer Politiker, Mitglied des Seimas, Vizeminister |
| GEBURTSDATUM     | 15. Mai 1964                                             |
| GEBURTSORT       | Rokiškis                                                 |